# Camponotus circumspectus
Camponotus circumspectus é uma espécie de inseto do gênero Camponotus, pertencente à família Formicidae.